# Taxillus pseudochinensis
Taxillus pseudochinensis là một loài thực vật có hoa trong họ Loranthaceae. Loài này được (Yamam.) Danser miêu tả khoa học đầu tiên năm 1933.